# Берега чистого братства
Берега чистого братства — дуэтный студийный альбом Григория Лепса и Александра Розенбаума. Все песни альбома были написаны Александром Розенбаумом и исполнены дуэтом, а композиция «Вечерняя застольная» была исполнена в трио с Иосифом Кобзоном. Специально для этого альбома Александр Розенбаум написал несколько новых песен. Презентация альбома состоялась 16 и 17 декабря 2011 года в Государственном Кремлёвском Дворце.
Альбом поступил в продажу 23 декабря 2011 года.

## История
Идея записать совместный альбом пришла ещё в конце 2007 года.
В 2008 году в новогоднем выпуске программы «Две звезды» состоялась премьера дуэтной версии песни «Гоп-стоп».
3 июля 2011 года прошли съёмки, а 31 октября состоялась премьера клипа на песню «Вечерняя застольная».
16 и 17 декабря 2011 года в Государственном Кремлёвском Дворце состоялась презентация альбома «Берега чистого братства».
23 декабря 2011 года альбом «Берега чистого братства» поступил в продажу на территории России.

## Список композиций
Музыка и стихи всех песен: Александр Розенбаум
1. «Камикадзе» (Народному артисту РФ Л. Филатову) — 3:45
2. «Перевал любви» — 3:58
3. «Четвертиночка» — 3:38
4. «Вялотекущая шизофрения» — 4:54
5. «Афганская вьюга» — 5:15
6. «Посвящение Мандельштаму» — 3:59
7. «Золотая клетка» — 5:00
8. «Ты — мой ангел» — 4:15
9. «Ночной кабак» — 4:17
10. «Ша, братва…» — 3:13
11. «Гоп-стоп» — 3:48
12. «Кошки» — 3:40
13. «Последний рейс» (Мужеству лётчиков и памяти игроков ХК «Локомотив») — 4:06
14. «Вечерняя застольная» (трио с И. Кобзоном) — 3:58

### Bonus DVD
Режиссёр: А. Солоха
1. Вечерняя застольная (Григорий Лепс, Александр Розенбаум, Иосиф Кобзон)